# Gare de Bolquère - Eyne
Gare de Bolquère - Eyne vasútállomás Franciaországban, Bolquère településen.

## Vasútvonalak
Az állomást az alábbi vasútvonalak érintik:
- Ligne de Cerdagne

## Kapcsolódó állomások
A vasútállomáshoz az alábbi állomások vannak a legközelebb:
- Gare de Mont-Louis - La Cabanasse (Gare de Villefranche - Vernet-les-Bains)
- Gare de Font-Romeu-Odeillo-Via (Gare de Latour-de-Carol - Enveitg)